# Municipalité (Croatie)
Pour les articles homonymes, voir Municipalité.
 (mars 2025).
Si vous disposez d'ouvrages ou d'articles de référence ou si vous connaissez des sites web de qualité traitant du thème abordé ici, merci de compléter l'article en donnant les références utiles à sa vérifiabilité et en les liant à la section « Notes et références ».

Carte des municipalités de la Croatie

La municipalité (en croate : općina, pluriel općine) ou commune, est une division administrative de second niveau en Croatie. Bien qu'ayant les mêmes pouvoirs administratifs que les villes, ou Grad, les municipalités sont généralement constituées de plusieurs villages dans une région rurale, donc des communautés de communes (établissement public de coopération intercommunale).

## Liste
Liste des municipalités de Croatie par comitat et par nombre d'habitants, la liste n'inclut pas les municipalités ayant le statut de ville (Grad), voir pour celles-ci : liste des villes de Croatie :
| Nom                  | Comitat                          | Nombre d'habitants (en 2001) |
| -------------------- | -------------------------------- | ---------------------------- |
| Rovišće              | Comitat de Bjelovar-Bilogora     | 5262                         |
| Nova Rača            | Comitat de Bjelovar-Bilogora     | 4077                         |
| Đulovac              | Comitat de Bjelovar-Bilogora     | 3640                         |
| Kapela               | Comitat de Bjelovar-Bilogora     | 3516                         |
| Ivanska              | Comitat de Bjelovar-Bilogora     | 3510                         |
| Dežanovac            | Comitat de Bjelovar-Bilogora     | 3355                         |
| Veliki Grđevac       | Comitat de Bjelovar-Bilogora     | 3313                         |
| Veliko Trojstvo      | Comitat de Bjelovar-Bilogora     | 3092                         |
| Končanica            | Comitat de Bjelovar-Bilogora     | 2824                         |
| Hercegovac           | Comitat de Bjelovar-Bilogora     | 2791                         |
| Sirač                | Comitat de Bjelovar-Bilogora     | 2546                         |
| Štefanje             | Comitat de Bjelovar-Bilogora     | 2347                         |
| Velika Pisanica      | Comitat de Bjelovar-Bilogora     | 2151                         |
| Šandrovac            | Comitat de Bjelovar-Bilogora     | 2095                         |
| Berek                | Comitat de Bjelovar-Bilogora     | 1706                         |
| Velika Trnovitica    | Comitat de Bjelovar-Bilogora     | 1661                         |
| Severin              | Comitat de Bjelovar-Bilogora     | 1038                         |
| Zrinski Topolovac    | Comitat de Bjelovar-Bilogora     | 1000                         |
| Konavle              | Comitat de Dubrovnik-Neretva     | 8250                         |
| Župa dubrovačka      | Comitat de Dubrovnik-Neretva     | 6663                         |
| Vela Luka            | Comitat de Dubrovnik-Neretva     | 4380                         |
| Orebić               | Comitat de Dubrovnik-Neretva     | 4165                         |
| Blato                | Comitat de Dubrovnik-Neretva     | 3680                         |
| Ston                 | Comitat de Dubrovnik-Neretva     | 2605                         |
| Dubrovačko primorje  | Comitat de Dubrovnik-Neretva     | 2216                         |
| Slivno               | Comitat de Dubrovnik-Neretva     | 2078                         |
| Kula Norinska        | Comitat de Dubrovnik-Neretva     | 1926                         |
| Pojezerje            | Comitat de Dubrovnik-Neretva     | 1233                         |
| Lumbarda             | Comitat de Dubrovnik-Neretva     | 1221                         |
| Mljet                | Comitat de Dubrovnik-Neretva     | 1111                         |
| Smokvica             | Comitat de Dubrovnik-Neretva     | 1012                         |
| Zažablje             | Comitat de Dubrovnik-Neretva     | 912                          |
| Trpanj               | Comitat de Dubrovnik-Neretva     | 871                          |
| Lastovo              | Comitat de Dubrovnik-Neretva     | 835                          |
| Janjina              | Comitat de Dubrovnik-Neretva     | 593                          |
| Vojnić               | Comitat de Karlovac              | 5495                         |
| Josipdol             | Comitat de Karlovac              | 3987                         |
| Netretić             | Comitat de Karlovac              | 3333                         |
| Generalski Stol      | Comitat de Karlovac              | 3199                         |
| Žakanje              | Comitat de Karlovac              | 3193                         |
| Barilović            | Comitat de Karlovac              | 3095                         |
| Draganić             | Comitat de Karlovac              | 2950                         |
| Cetingrad            | Comitat de Karlovac              | 2746                         |
| Rakovica             | Comitat de Karlovac              | 2623                         |
| Plaški               | Comitat de Karlovac              | 2292                         |
| Krnjak               | Comitat de Karlovac              | 2164                         |
| Lasinja              | Comitat de Karlovac              | 1938                         |
| Bosiljevo            | Comitat de Karlovac              | 1486                         |
| Tounj                | Comitat de Karlovac              | 1252                         |
| Saborsko             | Comitat de Karlovac              | 860                          |
| Ribnik               | Comitat de Karlovac              | 583                          |
| Sveti Ivan Žabno     | Comitat de Koprivnica-Križevci   | 5628                         |
| Virje                | Comitat de Koprivnica-Križevci   | 5197                         |
| Sveti Petar Orehovec | Comitat de Koprivnica-Križevci   | 5137                         |
| Sokolovac            | Comitat de Koprivnica-Križevci   | 3964                         |
| Rasinja              | Comitat de Koprivnica-Križevci   | 3818                         |
| Kloštar Podravski    | Comitat de Koprivnica-Križevci   | 3603                         |
| Novigrad Podravski   | Comitat de Koprivnica-Križevci   | 3161                         |
| Peteranec            | Comitat de Koprivnica-Križevci   | 2848                         |
| Legrad               | Comitat de Koprivnica-Križevci   | 2764                         |
| Gola                 | Comitat de Koprivnica-Križevci   | 2760                         |
| Koprivnički Bregi    | Comitat de Koprivnica-Križevci   | 2549                         |
| Molve                | Comitat de Koprivnica-Križevci   | 2379                         |
| Koprivnički Ivanec   | Comitat de Koprivnica-Križevci   | 2361                         |
| Drnje                | Comitat de Koprivnica-Križevci   | 2156                         |
| Ferdinandovac        | Comitat de Koprivnica-Križevci   | 2107                         |
| Gornja Rijeka        | Comitat de Koprivnica-Križevci   | 2035                         |
| Đelekovec            | Comitat de Koprivnica-Križevci   | 1824                         |
| Podravske Sesvete    | Comitat de Koprivnica-Križevci   | 1778                         |
| Kalinovac            | Comitat de Koprivnica-Križevci   | 1725                         |
| Kalnik               | Comitat de Koprivnica-Križevci   | 1611                         |
| Hlebine              | Comitat de Koprivnica-Križevci   | 1470                         |
| Novo Virje           | Comitat de Koprivnica-Križevci   | 1412                         |
| Bedekovčina          | Comitat de Krapina-Zagorje       | 8482                         |
| Sveti Križ Začretje  | Comitat de Krapina-Zagorje       | 6619                         |
| Marija Bistrica      | Comitat de Krapina-Zagorje       | 6612                         |
| Krapinske Toplice    | Comitat de Krapina-Zagorje       | 5744                         |
| Gornja Stubica       | Comitat de Krapina-Zagorje       | 5726                         |
| Hum na Sutli         | Comitat de Krapina-Zagorje       | 5476                         |
| Veliko Trgovišće     | Comitat de Krapina-Zagorje       | 5220                         |
| Đurmanec             | Comitat de Krapina-Zagorje       | 4481                         |
| Konjščina            | Comitat de Krapina-Zagorje       | 4074                         |
| Lobor                | Comitat de Krapina-Zagorje       | 3669                         |
| Radoboj              | Comitat de Krapina-Zagorje       | 3513                         |
| Desinić              | Comitat de Krapina-Zagorje       | 3478                         |
| Petrovsko            | Comitat de Krapina-Zagorje       | 3022                         |
| Zlatar-Bistrica      | Comitat de Krapina-Zagorje       | 2830                         |
| Budinščina           | Comitat de Krapina-Zagorje       | 2793                         |
| Stubičke Toplice     | Comitat de Krapina-Zagorje       | 2752                         |
| Mače                 | Comitat de Krapina-Zagorje       | 2715                         |
| Mihovljan            | Comitat de Krapina-Zagorje       | 2234                         |
| Tuhelj               | Comitat de Krapina-Zagorje       | 2181                         |
| Kumrovec             | Comitat de Krapina-Zagorje       | 1854                         |
| Hrašćina             | Comitat de Krapina-Zagorje       | 1826                         |
| Kraljevec na Sutli   | Comitat de Krapina-Zagorje       | 1815                         |
| Jesenje              | Comitat de Krapina-Zagorje       | 1643                         |
| Zagorska Sela        | Comitat de Krapina-Zagorje       | 1197                         |
| Novi Golubovec       | Comitat de Krapina-Zagorje       | 1073                         |
| Plitvička Jezera     | Comitat de Lika-Senj             | 4668                         |
| Brinje               | Comitat de Lika-Senj             | 4108                         |
| Perušić              | Comitat de Lika-Senj             | 3494                         |
| Donji Lapac          | Comitat de Lika-Senj             | 1880                         |
| Udbina               | Comitat de Lika-Senj             | 1649                         |
| Lovinac              | Comitat de Lika-Senj             | 1096                         |
| Karlobag             | Comitat de Lika-Senj             | 1019                         |
| Vrhovine             | Comitat de Lika-Senj             | 905                          |
| Nedelišće            | Comitat de Međimurje             | 11544                        |
| Mala Subotica        | Comitat de Međimurje             | 5676                         |
| Sveti Juraj na Bregu | Comitat de Međimurje             | 5279                         |
| Donji Kraljevec      | Comitat de Međimurje             | 4931                         |
| Podturen             | Comitat de Međimurje             | 4392                         |
| Belica               | Comitat de Međimurje             | 3509                         |
| Selnica              | Comitat de Međimurje             | 3442                         |
| Kotoriba             | Comitat de Međimurje             | 3333                         |
| Štrigova             | Comitat de Međimurje             | 3221                         |
| Goričan              | Comitat de Međimurje             | 3148                         |
| Sveti Martin na Muri | Comitat de Međimurje             | 2958                         |
| Pribislavec          | Comitat de Međimurje             | 2929                         |
| Šenkovec             | Comitat de Međimurje             | 2770                         |
| Orehovica            | Comitat de Međimurje             | 2769                         |
| Strahoninec          | Comitat de Međimurje             | 2728                         |
| Domašinec            | Comitat de Međimurje             | 2459                         |
| Sveta Marija         | Comitat de Međimurje             | 2433                         |
| Donja Dubrava        | Comitat de Međimurje             | 2274                         |
| Vratišinec           | Comitat de Međimurje             | 2213                         |
| Gornji Mihaljevec    | Comitat de Međimurje             | 2046                         |
| Donji Vidovec        | Comitat de Međimurje             | 1595                         |
| Dekanovec            | Comitat de Međimurje             | 832                          |
| Kutjevo              | Comitat de Požega-Slavonie       | 7472                         |
| Velika               | Comitat de Požega-Slavonie       | 5888                         |
| Jakšić               | Comitat de Požega-Slavonie       | 4437                         |
| Brestovac            | Comitat de Požega-Slavonie       | 4028                         |
| Kaptol               | Comitat de Požega-Slavonie       | 4007                         |
| Čaglin               | Comitat de Požega-Slavonie       | 3386                         |
| Matulji              | Comitat de Primorje-Gorski Kotar | 10544                        |
| Viškovo              | Comitat de Primorje-Gorski Kotar | 8907                         |
| Čavle                | Comitat de Primorje-Gorski Kotar | 6749                         |
| Jelenje              | Comitat de Primorje-Gorski Kotar | 4877                         |
| Lovran               | Comitat de Primorje-Gorski Kotar | 3987                         |
| Kostrena             | Comitat de Primorje-Gorski Kotar | 3897                         |
| Vinodolska           | Comitat de Primorje-Gorski Kotar | 3530                         |
| Omišalj              | Comitat de Primorje-Gorski Kotar | 2998                         |
| Malinska-Dubašnica   | Comitat de Primorje-Gorski Kotar | 2726                         |
| Ravna Gora           | Comitat de Primorje-Gorski Kotar | 2724                         |
| Dobrinj              | Comitat de Primorje-Gorski Kotar | 1970                         |
| Klana                | Comitat de Primorje-Gorski Kotar | 1931                         |
| Punat                | Comitat de Primorje-Gorski Kotar | 1876                         |
| Fužine               | Comitat de Primorje-Gorski Kotar | 1855                         |
| Mošćenička Draga     | Comitat de Primorje-Gorski Kotar | 1641                         |
| Baška                | Comitat de Primorje-Gorski Kotar | 1554                         |
| Mrkopalj             | Comitat de Primorje-Gorski Kotar | 1407                         |
| Skrad                | Comitat de Primorje-Gorski Kotar | 1333                         |
| Vrbnik               | Comitat de Primorje-Gorski Kotar | 1245                         |
| Lopar                | Comitat de Primorje-Gorski Kotar | 1204                         |
| Lokve                | Comitat de Primorje-Gorski Kotar | 1120                         |
| Brod Moravice        | Comitat de Primorje-Gorski Kotar | 985                          |
| Popovača             | Comitat de Sisak-Moslavina       | 12701                        |
| Sunja                | Comitat de Sisak-Moslavina       | 7376                         |
| Lekenik              | Comitat de Sisak-Moslavina       | 6170                         |
| Dvor                 | Comitat de Sisak-Moslavina       | 5742                         |
| Lipovljani           | Comitat de Sisak-Moslavina       | 4101                         |
| Martinska Ves        | Comitat de Sisak-Moslavina       | 4026                         |
| Gvozd                | Comitat de Sisak-Moslavina       | 3779                         |
| Topusko              | Comitat de Sisak-Moslavina       | 3219                         |
| Velika Ludina        | Comitat de Sisak-Moslavina       | 2831                         |
| Jasenovac            | Comitat de Sisak-Moslavina       | 2391                         |
| Hrvatska Dubica      | Comitat de Sisak-Moslavina       | 2341                         |
| Donji Kukuruzari     | Comitat de Sisak-Moslavina       | 2047                         |
| Majur                | Comitat de Sisak-Moslavina       | 1490                         |
| Sibinj               | Comitat de Brod-Posavina         | 7549                         |
| Oriovac              | Comitat de Brod-Posavina         | 6559                         |
| Staro Petrovo Selo   | Comitat de Brod-Posavina         | 6352                         |
| Garčin               | Comitat de Brod-Posavina         | 5586                         |
| Rešetari             | Comitat de Brod-Posavina         | 5171                         |
| Nova Kapela          | Comitat de Brod-Posavina         | 5118                         |
| Donji Andrijevci     | Comitat de Brod-Posavina         | 4393                         |
| Cernik               | Comitat de Brod-Posavina         | 4235                         |
| Okučani              | Comitat de Brod-Posavina         | 4224                         |
| Vrpolje              | Comitat de Brod-Posavina         | 4023                         |
| Bebrina              | Comitat de Brod-Posavina         | 3541                         |
| Brodski Stupnik      | Comitat de Brod-Posavina         | 3526                         |
| Davor                | Comitat de Brod-Posavina         | 3259                         |
| Velika Kopanica      | Comitat de Brod-Posavina         | 3570                         |
| Oprisavci            | Comitat de Brod-Posavina         | 2942                         |
| Vrbje                | Comitat de Brod-Posavina         | 2906                         |
| Bukovlje             | Comitat de Brod-Posavina         | 2739                         |
| Sikirevci            | Comitat de Brod-Posavina         | 2707                         |
| Podcrkavlje          | Comitat de Brod-Posavina         | 2683                         |
| Slavonski Šamac      | Comitat de Brod-Posavina         | 2649                         |
| Gornja Vrba          | Comitat de Brod-Posavina         | 2559                         |
| Klakar               | Comitat de Brod-Posavina         | 2417                         |
| Gornji Bogićevci     | Comitat de Brod-Posavina         | 2319                         |
| Gundinci             | Comitat de Brod-Posavina         | 2294                         |
| Stara Gradiška       | Comitat de Brod-Posavina         | 1717                         |
| Dragalić             | Comitat de Brod-Posavina         | 1282                         |
| Podstrana            | Comitat de Split-Dalmatie        | 7341                         |
| Dugi Rat             | Comitat de Split-Dalmatie        | 7305                         |
| Otok                 | Comitat de Split-Dalmatie        | 5782                         |
| Podbablje            | Comitat de Split-Dalmatie        | 4904                         |
| Seget                | Comitat de Split-Dalmatie        | 4904                         |
| Marina               | Comitat de Split-Dalmatie        | 4771                         |
| Proložac             | Comitat de Split-Dalmatie        | 4510                         |
| Klis                 | Comitat de Split-Dalmatie        | 4367                         |
| Hrvace               | Comitat de Split-Dalmatie        | 4116                         |
| Muć                  | Comitat de Split-Dalmatie        | 4074                         |
| Cista Provo          | Comitat de Split-Dalmatie        | 3674                         |
| Jelsa                | Comitat de Split-Dalmatie        | 3656                         |
| Gradac               | Comitat de Split-Dalmatie        | 3615                         |
| Dugopolje            | Comitat de Split-Dalmatie        | 3120                         |
| Okrug                | Comitat de Split-Dalmatie        | 2980                         |
| Baška Voda           | Comitat de Split-Dalmatie        | 2924                         |
| Podgora              | Comitat de Split-Dalmatie        | 2884                         |
| Šestanovac           | Comitat de Split-Dalmatie        | 2685                         |
| Dicmo                | Comitat de Split-Dalmatie        | 2657                         |
| Runovići             | Comitat de Split-Dalmatie        | 2643                         |
| Lovreć               | Comitat de Split-Dalmatie        | 2500                         |
| Pučišća              | Comitat de Split-Dalmatie        | 2224                         |
| Zmijavci             | Comitat de Split-Dalmatie        | 2130                         |
| Selca                | Comitat de Split-Dalmatie        | 1977                         |
| Brela                | Comitat de Split-Dalmatie        | 1771                         |
| Tučepi               | Comitat de Split-Dalmatie        | 1763                         |
| Bol                  | Comitat de Split-Dalmatie        | 1661                         |
| Zagvozd              | Comitat de Split-Dalmatie        | 1642                         |
| Postira              | Comitat de Split-Dalmatie        | 1553                         |
| Šolta                | Comitat de Split-Dalmatie        | 1479                         |
| Milna                | Comitat de Split-Dalmatie        | 1100                         |
| Lokvičići            | Comitat de Split-Dalmatie        | 1037                         |
| Nerežišća            | Comitat de Split-Dalmatie        | 868                          |
| Primorski Dolac      | Comitat de Split-Dalmatie        | 839                          |
| Prgomet              | Comitat de Split-Dalmatie        | 797                          |
| Sutivan              | Comitat de Split-Dalmatie        | 759                          |
| Lećevica             | Comitat de Split-Dalmatie        | 740                          |
| Sućuraj              | Comitat de Split-Dalmatie        | 492                          |
| Zadvarje             | Comitat de Split-Dalmatie        | 277                          |
| Tisno                | Comitat de Šibenik-Knin          | 3239                         |
| Kistanje             | Comitat de Šibenik-Knin          | 3038                         |
| Primošten            | Comitat de Šibenik-Knin          | 2992                         |
| Rogoznica            | Comitat de Šibenik-Knin          | 2391                         |
| Bilice               | Comitat de Šibenik-Knin          | 2180                         |
| Unešić               | Comitat de Šibenik-Knin          | 2160                         |
| Murter-Kornati       | Comitat de Šibenik-Knin          | 2075                         |
| Pirovac              | Comitat de Šibenik-Knin          | 1846                         |
| Ružić                | Comitat de Šibenik-Knin          | 1775                         |
| Biskupija            | Comitat de Šibenik-Knin          | 1669                         |
| Promina              | Comitat de Šibenik-Knin          | 1317                         |
| Ervenik              | Comitat de Šibenik-Knin          | 988                          |
| Kijevo               | Comitat de Šibenik-Knin          | 533                          |
| Civljane             | Comitat de Šibenik-Knin          | 137                          |
| Trnovec Bartolovečki | Comitat de Varaždin              | 6852                         |
| Maruševec            | Comitat de Varaždin              | 6757                         |
| Cestica              | Comitat de Varaždin              | 5678                         |
| Vidovec              | Comitat de Varaždin              | 5539                         |
| Gornji Kneginec      | Comitat de Varaždin              | 5259                         |
| Petrijanec           | Comitat de Varaždin              | 4994                         |
| Bednja               | Comitat de Varaždin              | 4765                         |
| Sračinec             | Comitat de Varaždin              | 4714                         |
| Donji Martijanec     | Comitat de Varaždin              | 4327                         |
| Sveti Đurđ           | Comitat de Varaždin              | 4174                         |
| Vinica               | Comitat de Varaždin              | 3747                         |
| Jalžabet             | Comitat de Varaždin              | 3732                         |
| Sveti Ilija          | Comitat de Varaždin              | 3532                         |
| Donja Voća           | Comitat de Varaždin              | 2844                         |
| Mali Bukovec         | Comitat de Varaždin              | 2507                         |
| Breznica             | Comitat de Varaždin              | 2304                         |
| Beretinec            | Comitat de Varaždin              | 2288                         |
| Klenovik             | Comitat de Varaždin              | 2278                         |
| Ljubešćica           | Comitat de Varaždin              | 1959                         |
| Visoko               | Comitat de Varaždin              | 1641                         |
| Veliki Bukovec       | Comitat de Varaždin              | 1578                         |
| Breznički Hum        | Comitat de Varaždin              | 1575                         |
| Pitomača             | Comitat de Virovitica-Podravina  | 10465                        |
| Suhopolje            | Comitat de Virovitica-Podravina  | 7524                         |
| Špišić Bukovica      | Comitat de Virovitica-Podravina  | 4733                         |
| Gradina              | Comitat de Virovitica-Podravina  | 4485                         |
| Lukač                | Comitat de Virovitica-Podravina  | 4276                         |
| Čačinci              | Comitat de Virovitica-Podravina  | 3308                         |
| Sopje                | Comitat de Virovitica-Podravina  | 2750                         |
| Voćin                | Comitat de Virovitica-Podravina  | 2421                         |
| Čađavica             | Comitat de Virovitica-Podravina  | 2394                         |
| Zdenci               | Comitat de Virovitica-Podravina  | 2235                         |
| Nova Bukovica        | Comitat de Virovitica-Podravina  | 2096                         |
| Crnac                | Comitat de Virovitica-Podravina  | 1772                         |
| Mikleuš              | Comitat de Virovitica-Podravina  | 1701                         |
| Ivankovo             | Comitat de Vukovar-Syrmie        | 8676                         |
| Drenovci             | Comitat de Vukovar-Syrmie        | 7424                         |
| Trpinja              | Comitat de Vukovar-Syrmie        | 6466                         |
| Nijemci              | Comitat de Vukovar-Syrmie        | 5998                         |
| Nuštar               | Comitat de Vukovar-Syrmie        | 5862                         |
| Borovo               | Comitat de Vukovar-Syrmie        | 5360                         |
| Stari Jankovci       | Comitat de Vukovar-Syrmie        | 5216                         |
| Vrbanja              | Comitat de Vukovar-Syrmie        | 5174                         |
| Gunja                | Comitat de Vukovar-Syrmie        | 5033                         |
| Cerna                | Comitat de Vukovar-Syrmie        | 4990                         |
| Bošnjaci             | Comitat de Vukovar-Syrmie        | 4653                         |
| Babina Greda         | Comitat de Vukovar-Syrmie        | 4262                         |
| Andrijaševci         | Comitat de Vukovar-Syrmie        | 4249                         |
| Privlaka             | Comitat de Vukovar-Syrmie        | 3776                         |
| Stari Mikanovci      | Comitat de Vukovar-Syrmie        | 3387                         |
| Gradište             | Comitat de Vukovar-Syrmie        | 3382                         |
| Tovarnik             | Comitat de Vukovar-Syrmie        | 3335                         |
| Markušica            | Comitat de Vukovar-Syrmie        | 3053                         |
| Jarmina              | Comitat de Vukovar-Syrmie        | 2627                         |
| Bogdanovci           | Comitat de Vukovar-Syrmie        | 2366                         |
| Tordinci             | Comitat de Vukovar-Syrmie        | 2251                         |
| Vođinci              | Comitat de Vukovar-Syrmie        | 2113                         |
| Tompojevci           | Comitat de Vukovar-Syrmie        | 1999                         |
| Lovas                | Comitat de Vukovar-Syrmie        | 1579                         |
| Negoslavci           | Comitat de Vukovar-Syrmie        | 1466                         |
| Poličnik             | Comitat de Zadar                 | 4664                         |
| Sveti Filip i Jakov  | Comitat de Zadar                 | 4482                         |
| Sukošan              | Comitat de Zadar                 | 4402                         |
| Bibinje              | Comitat de Zadar                 | 3923                         |
| Gračac               | Comitat de Zadar                 | 3923                         |
| Pakoštane            | Comitat de Zadar                 | 3884                         |
| Preko                | Comitat de Zadar                 | 3871                         |
| Posedarje            | Comitat de Zadar                 | 3513                         |
| Ražanac              | Comitat de Zadar                 | 3107                         |
| Novigrad             | Comitat de Zadar                 | 2368                         |
| Privlaka             | Comitat de Zadar                 | 2199                         |
| Stankovci            | Comitat de Zadar                 | 2088                         |
| Pašman               | Comitat de Zadar                 | 2004                         |
| Zemunik Donji        | Comitat de Zadar                 | 1903                         |
| Starigrad            | Comitat de Zadar                 | 1893                         |
| Sali                 | Comitat de Zadar                 | 1820                         |
| Škabrnja             | Comitat de Zadar                 | 1772                         |
| Kali                 | Comitat de Zadar                 | 1731                         |
| Vir                  | Comitat de Zadar                 | 1608                         |
| Polača               | Comitat de Zadar                 | 1434                         |
| Jasenice             | Comitat de Zadar                 | 1329                         |
| Galovac              | Comitat de Zadar                 | 1190                         |
| Lišane Ostrovičke    | Comitat de Zadar                 | 764                          |
| Povljana             | Comitat de Zadar                 | 713                          |
| Tkon                 | Comitat de Zadar                 | 707                          |
| Kukljica             | Comitat de Zadar                 | 650                          |
| Brdovec              | Comitat de Zagreb                | 10287                        |
| Rugvica              | Comitat de Zagreb                | 7608                         |
| Križ                 | Comitat de Zagreb                | 7406                         |
| Brckovljani          | Comitat de Zagreb                | 6816                         |
| Bistra               | Comitat de Zagreb                | 6098                         |
| Kloštar Ivanić       | Comitat de Zagreb                | 6038                         |
| Dubrava              | Comitat de Zagreb                | 5478                         |
| Klinča Sela          | Comitat de Zagreb                | 4927                         |
| Jakovlje             | Comitat de Zagreb                | 3952                         |
| Gradec               | Comitat de Zagreb                | 3920                         |
| Pisarovina           | Comitat de Zagreb                | 3697                         |
| Stupnik              | Comitat de Zagreb                | 3251                         |
| Krašić               | Comitat de Zagreb                | 3199                         |
| Pokupsko             | Comitat de Zagreb                | 2492                         |
| Pušća                | Comitat de Zagreb                | 2484                         |
| Orle                 | Comitat de Zagreb                | 2145                         |
| Farkaševac           | Comitat de Zagreb                | 2102                         |
| Marija Gorica        | Comitat de Zagreb                | 2089                         |
| Kravarsko            | Comitat de Zagreb                | 1983                         |
| Preseka              | Comitat de Zagreb                | 1670                         |
| Dubravica            | Comitat de Zagreb                | 1586                         |
| Bedenica             | Comitat de Zagreb                | 1522                         |
| Luka                 | Comitat de Zagreb                | 1419                         |
| Rakovec              | Comitat de Zagreb                | 1350                         |
| Žumberak             | Comitat de Zagreb                | 1185                         |
| Medulin              | Comitat d'Istrie                 | 6004                         |
| Marčana              | Comitat d'Istrie                 | 3903                         |
| Raša                 | Comitat d'Istrie                 | 3535                         |
| Žminj                | Comitat d'Istrie                 | 3447                         |
| Kršan                | Comitat d'Istrie                 | 3264                         |
| Fažana               | Comitat d'Istrie                 | 3050                         |
| Ližnjan              | Comitat d'Istrie                 | 2945                         |
| Sveta Nedelja        | Comitat d'Istrie                 | 2909                         |
| Barban               | Comitat d'Istrie                 | 2802                         |
| Vrsar                | Comitat d'Istrie                 | 2703                         |
| Svetvinčenat         | Comitat d'Istrie                 | 2218                         |
| Višnjan              | Comitat d'Istrie                 | 2187                         |
| Pićan                | Comitat d'Istrie                 | 1997                         |
| Tinjan               | Comitat d'Istrie                 | 1770                         |
| Cerovlje             | Comitat d'Istrie                 | 1745                         |
| Brtonigla            | Comitat d'Istrie                 | 1579                         |
| Tar-Vabriga          | Comitat d'Istrie                 | 1506                         |
| Karojba              | Comitat d'Istrie                 | 1489                         |
| Kanfanar             | Comitat d'Istrie                 | 1457                         |
| Gračišće             | Comitat d'Istrie                 | 1433                         |
| Sveti Lovreč         | Comitat d'Istrie                 | 1408                         |
| Kaštelir-Labinci     | Comitat d'Istrie                 | 1334                         |
| Vižinada             | Comitat d'Istrie                 | 1137                         |
| Bale                 | Comitat d'Istrie                 | 1047                         |
| Sveti Petar u Šumi   | Comitat d'Istrie                 | 1011                         |
| Motovun              | Comitat d'Istrie                 | 983                          |
| Oprtalj              | Comitat d'Istrie                 | 981                          |
| Lupoglav             | Comitat d'Istrie                 | 929                          |
| Funtana              | Comitat d'Istrie                 | 831                          |
| Grožnjan             | Comitat d'Istrie                 | 785                          |
| Lanišće              | Comitat d'Istrie                 | 398                          |
| Čepin                | Comitat d'Osijek-Baranja         | 12901                        |
| Erdut                | Comitat d'Osijek-Baranja         | 8417                         |
| Đurđenovac           | Comitat d'Osijek-Baranja         | 7946                         |
| Darda                | Comitat d'Osijek-Baranja         | 7062                         |
| Bilje                | Comitat d'Osijek-Baranja         | 5480                         |
| Kneževi Vinogradi    | Comitat d'Osijek-Baranja         | 5186                         |
| Bizovac              | Comitat d'Osijek-Baranja         | 4979                         |
| Semeljci             | Comitat d'Osijek-Baranja         | 4858                         |
| Koška                | Comitat d'Osijek-Baranja         | 4411                         |
| Antunovac            | Comitat d'Osijek-Baranja         | 3559                         |
| Draž                 | Comitat d'Osijek-Baranja         | 3356                         |
| Podgorač             | Comitat d'Osijek-Baranja         | 3314                         |
| Drenje               | Comitat d'Osijek-Baranja         | 3071                         |
| Petrijevci           | Comitat d'Osijek-Baranja         | 3068                         |
| Čeminac              | Comitat d'Osijek-Baranja         | 2856                         |
| Strizivojna          | Comitat d'Osijek-Baranja         | 2759                         |
| Petlovac             | Comitat d'Osijek-Baranja         | 2743                         |
| Marijanci            | Comitat d'Osijek-Baranja         | 2719                         |
| Satnica Đakovačka    | Comitat d'Osijek-Baranja         | 2572                         |
| Jagodnjak            | Comitat d'Osijek-Baranja         | 2537                         |
| Popovac              | Comitat d'Osijek-Baranja         | 2427                         |
| Feričanci            | Comitat d'Osijek-Baranja         | 2418                         |
| Viljevo              | Comitat d'Osijek-Baranja         | 2396                         |
| Magadenovac          | Comitat d'Osijek-Baranja         | 2239                         |
| Ernestinovo          | Comitat d'Osijek-Baranja         | 2225                         |
| Vladislavci          | Comitat d'Osijek-Baranja         | 2124                         |
| Viškovci             | Comitat d'Osijek-Baranja         | 2060                         |
| Šodolovci            | Comitat d'Osijek-Baranja         | 1955                         |
| Trnava               | Comitat d'Osijek-Baranja         | 1900                         |
| Donja Motičina       | Comitat d'Osijek-Baranja         | 1865                         |
| Punitovci            | Comitat d'Osijek-Baranja         | 1850                         |
| Gorjani              | Comitat d'Osijek-Baranja         | 1832                         |
| Podravska Moslavina  | Comitat d'Osijek-Baranja         | 1451                         |
| Vuka                 | Comitat d'Osijek-Baranja         | 1312                         |
| Levanjska Varoš      | Comitat d'Osijek-Baranja         | 1266                         |